# Bhoothnath
Bhoothnath est un film indien réalisé par Vivek Sharma, sorti en 2008.

## Synopsis
Banku, enfant espiègle, et ses parents emménagent dans une nouvelle demeure à Goa. Mais cette grande et vieille demeure est habitée par un fantôme, mécontent de voir ces nouveaux arrivants envahir son espace. Seul Banku est capable de le voir. Après des péripéties entre eux deux ils deviennent amis. Banku cherche à savoir pourquoi ce fantôme reste dans cette maison. Il semble qu’un triste secret soit à l’origine de cette errance. Le petit enfant décide d’aider son ami à retrouver la paix.

## Fiche technique
- Titre original : Bhoothnath
- Langue : Hindi
- Réalisateur : Vivek Sharma
- Société de distribution : StudioCanal UK, Eros International et Netflix
- Pays :  Inde
- Année : 2008
- Dates de sortie : 
  -  Inde : 9 mai 2008
  -  France : 10 juillet 2008
  -  Royaume-Uni : 13 décembre 2008
- Genre : Comédie
- Compositeur : Vishal et Shekhar
- Durée : 151 minutes

## Distribution
- Shahrukh Khan : participation exceptionnelle
- Amitabh Bachchan
- Juhi Chawla
- Priyanshu Chatterjee
- Rajpal Yadav